# Wysokie (gmina w powiecie zamojskim)
Wysokie (w piśmie Wysokie (Zamojskie) – z nawiasem) – dawna gmina wiejska istniejąca do 1954 roku oraz w latach 1973–1976 w woj. lubelskim a następnie w woj. zamojskim (dzisiejsze woj. lubelskie). Siedzibą gminy było Wysokie. Forma z przymiotnikiem Zamojskie była używana aby nie mylić gminy z pobliską gminą Wysokie.
Gmina Wysokie powstała pod koniec XIX wieku, w Królestwie Polskim, w powiecie zamojskim w guberni lubelskiej z części obszaru gminy Nielisz.
W 1919 roku gmina weszła w skład woj. lubelskiego. Po wojnie gmina zachowała przynależność administracyjną. Według stanu z dnia 1 lipca 1952 roku gmina składała się z 13 gromad. Gminę zniesiono 29 września 1954 roku wraz z reformą wprowadzającą gromady w miejsce gmin.
Gminę reaktywowano 1 stycznia 1973 roku. W jej skład weszły sołectwa: Białobrzegi, Borowina, Bortatycze, Bortatycze-Kolonia, Chyża, Łapiguz, Sitaniec, Sitaniec-Kolonia, Sitaniec Wolica, Wólka Złojecka, Wysokie, Zarudzie i Złojec w woj. lubelskim, w powiecie zamojskim.
9 grudnia 1973 większą część wsi Sitaniec-Błonie włączono do Zamościa.
1 czerwca 1975 roku gmina znalazła się w nowo utworzonym woj. zamojskim.
2 lipca 1976 roku gmina została zniesiona a jej tereny włączony do gmin:
- Nielisz (obszary sołectw: Wólka Złojecka, Zarudzie i Złojec),
- Zamość (obszary sołectw: Białobrzegi, Borowina, Bortatycze, Bortatycze-Kolonia, Chyża, Łapiguz, Sitaniec, Sitaniec-Kolonia, Sitaniec-Wolica i Wysokie).